# National Union of Mineworkers
National Union of Mineworkers (NUM) är en fackförening för kolgruvearbetare i Storbritannien. Den grundades 1945 som en omorganisation av Miners' Federation of Great Britain (MFGB). Fackföreningen är mest känd för sin roll i de tre riksomfattande strejkerna i Storbritannien 1972, 1974 och 1984-1985. NMU var under 1900-talet en av de starkaste fackföreningarna i Storbritannien och hade ett stort inflytande i politiken. Dess politiska inflytande försvann efter Gruvarbetarstrejken i Storbritannien 1984-1985 och nedläggningar av brittiska gruvor.